# Nidaros Futsal 2010-2011
Questa voce raccoglie le informazioni riguardanti il Nidaros Futsal nelle competizioni ufficiali della stagione 2010-2011.

## Stagione
Il Nidaros ha partecipato alla Futsal Eliteserie 2010-2011, terza edizione del massimo campionato norvegese riconosciuto dalla Norges Fotballforbund. La squadra ha chiuso l'annata al 6º posto finale, peggiorando il 3º posto della stagione precedente.

## Rosa
| N° | Naz.                | Ruolo | Sportivo          | Anno     |  |  |
| -- | ------------------- | ----- | ----------------- | -------- |  |  |
|    | Norvegia (bandiera) | POR   | Magnar Nordtun    | 28.06.83 |  |  |
|    | Norvegia (bandiera) | DIF   | Stian Reinertsen  | 01.04.78 |  |  |
|    | Norvegia (bandiera) | LAT   | Jonas Edvardsen   | 09.12.88 |  |  |
|    | Norvegia (bandiera) | PIV   | Christian Leirvik | 28.10.87 |  |  |
|    | Norvegia (bandiera) | PIV   | Morten Ravlo      | 20.08.83 |  |  |
|    | Norvegia (bandiera) |       | Truls Helland     |          |  |  |
|    | Norvegia (bandiera) |       | Runar Skippervik  |          |  |  |
|    | Norvegia (bandiera) |       | Aleksander Vold   |          |  |  |

## Risultati

### Eliteserie

#### Girone di andata
| Oslo 26 novembre 2010, ore 21:15 1ª giornata | Nidaros  | 2 – 2 referto | Øystese | KFUM-Hallen\| Arbitro: \| Pedersen \| |
| Arbitro:                                     | Pedersen |               |         |                                       |

| Oslo 27 novembre 2010, ore 13:30 2ª giornata | Sandefjord | 4 – 4 referto | Nidaros | KFUM-Hallen\| Arbitro: \| Ølmheim \| |
| Arbitro:                                     | Ølmheim    |               |         |                                      |

| Oslo 28 novembre 2010, ore 13:30 3ª giornata | Nidaros   | 2 – 6 referto | Horten | KFUM-Hallen\| Arbitro: \| Myklebust \| |
| Arbitro:                                     | Myklebust |               |        |                                        |

| Oslo 5 dicembre 2010, ore 12:15 4ª giornata | Solør     | 9 – 7 referto | Nidaros | KFUM-Hallen\| Arbitro: \| Rønningen \| |
| Arbitro:                                    | Rønningen |               |         |                                        |

| Tiller 17 febbraio 2011, ore 21:30 5ª giornata | Nidaros | 0 – 7 referto | Vegakameratene | KVT Hallen\| Arbitro: \| Krokdal \| |
| Arbitro:                                       | Krokdal |               |                |                                     |

| Kongsvinger 4 dicembre 2010, ore 17:15 6ª giornata | Kongsvinger | 1 – 2 referto | Nidaros | Tråstadhallen\| Arbitro: \| Hussain \| |
| Arbitro:                                           | Hussain     |               |         |                                        |

| Fyllingsdalen 8 gennaio 2011, ore 18:30 7ª giornata | Fyllingsdalen | 4 – 2 referto | Nidaros | Framohallen A\| Arbitro: \| Tvedt \| |
| Arbitro:                                            | Tvedt         |               |         |                                      |

| Fyllingsdalen 9 gennaio 2011, ore 12:45 8ª giornata | KFUM Oslo | 3 – 2 referto | Nidaros | Framohallen A\| Arbitro: \| Tvedt \| |
| Arbitro:                                            | Tvedt     |               |         |                                      |

| Tiller 6 marzo 2011, ore 12:15 9ª giornata | Nidaros | 3 – 3 referto | Holmlia | KVT Hallen\| Arbitro: \| Krokdal \| |
| Arbitro:                                   | Krokdal |               |         |                                     |

#### Girone di ritorno
| Oslo 29 gennaio 2011, ore 12:00 10ª giornata | Nidaros          | 5 – 6 referto | Fyllingsdalen | Oppsal Arena 3\| Arbitro: \| Bjørndalen Røang \| |
| Arbitro:                                     | Bjørndalen Røang |               |               |                                                  |

| Oslo 29 gennaio 2011, ore 17:15 11ª giornata | Holmlia       | 6 – 5 referto | Nidaros | Oppsal Arena 1\| Arbitro: \| Thorsø Hansen \| |
| Arbitro:                                     | Thorsø Hansen |               |         |                                               |

| Tiller 5 marzo 2011, ore 15:30 12ª giornata | Nidaros       | 3 – 1 referto | KFUM Oslo | KVT Hallen\| Arbitro: \| Thorsø Hansen \| |
| Arbitro:                                    | Thorsø Hansen |               |           |                                           |

| Tiller 13 febbraio 2011, ore 10:30 13ª giornata | Nidaros       | 7 – 4 referto | Solør | KVT Hallen\| Arbitro: \| Thorsø Hansen \| |
| Arbitro:                                        | Thorsø Hansen |               |       |                                           |

| Trondheim 13 marzo 2011, ore 20:00 14ª giornata | Vegakameratene | 2 – 3 referto | Nidaros | Tempehallen\| Arbitro: \| Thorsø Hansen \| |
| Arbitro:                                        | Thorsø Hansen  |               |         |                                            |

| Tiller 12 febbraio 2011, ore 17:15 15ª giornata | Nidaros       | 10 – 7 referto | Kongsvinger | KVT Hallen\| Arbitro: \| Thorsø Hansen \| |
| Arbitro:                                        | Thorsø Hansen |                |             |                                           |

| Oslo 26 marzo 2011, ore 11:15 16ª giornata | Nidaros   | 4 – 0 referto | Sandefjord | Ekeberg Idrettshall A\| Arbitro: \| Myklebust \| |
| Arbitro:                                   | Myklebust |               |            |                                                  |

| Oslo 26 marzo 2011, ore 16:30 17ª giornata | Horten   | 5 – 7 referto | Nidaros | Ekeberg Idrettshall C\| Arbitro: \| Pedersen \| |
| Arbitro:                                   | Pedersen |               |         |                                                 |

| Oslo 27 marzo 2011, ore 11:15 18ª giornata | Øystese | 1 – 2 referto | Nidaros | Ekeberg Idrettshall B\| Arbitro: \| Hanssen \| |
| Arbitro:                                   | Hanssen |               |         |                                                |